# Historia de Corea

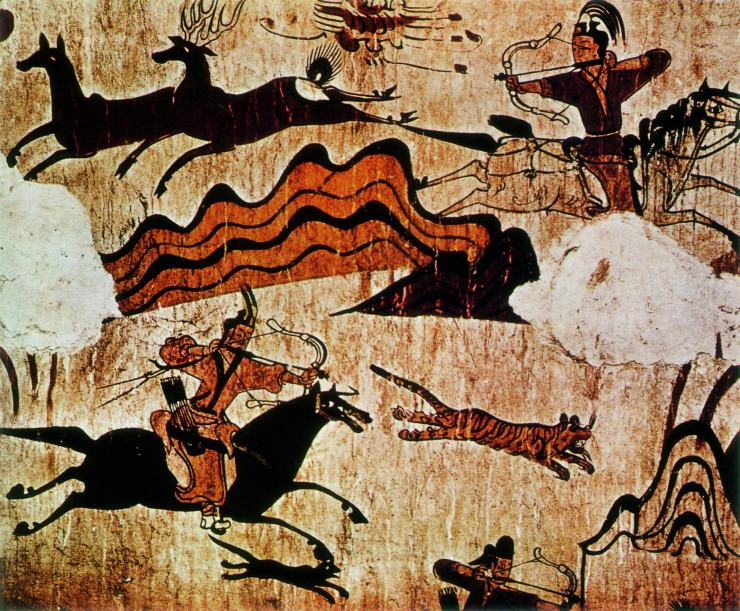
Mural de las tumbas de Goguryeo

La historia de Corea es muy rica y muy antigua. Las evidencias arqueológicas y lingüísticas sugieren que en sus orígenes los coreanos eran gente que hablaba lenguas altaicas de la Siberia sur/central,
que poblaba la antigua Corea en sucesivas oleadas desde el Neolítico hasta la Edad del Bronce. La adopción del sistema de escritura china ("Hanja" en coreano) en el siglo II a. C. y el budismo en el siglo IV tuvieron profundos efectos sobre los Tres reinos de  Corea.
Corea fue unificada por el emperador Taejo de la dinastía Goryeo en 936. Goryeo era un Estado altamente desarrollado y creó el Jikji en el siglo XIV, utilizando la primera imprenta de tipo movible del mundo. Las Invasiones mongolas en el siglo XIII, sin embargo, debilitaron al país y fue convertido en un Estado tributario. Tras el derrumbe del Imperio mongol, la disputa política seguía y Goryeo fue reemplazado por la dinastía Joseon en 1388.
Los primeros 200 años de Joseon fueron marcados por la paz relativa y vieron la creación del hangul (alfabeto coreano), creado por el rey Sejong el Grande en el siglo XIV, y el aumento de la influencia confucionista en el país. Sin embargo, a finales de la dinastía, la política aislacionista de Corea le hizo ganar el renombre occidental de «Reino ermitaño». A finales del siglo XIX, el país se convertía en el objeto de los deseos  coloniales de Japón. En 1910, Corea era anexionada por Japón y permaneció así hasta el final de la Segunda Guerra Mundial en agosto de 1945.
En 1945, la  Unión Soviética y Estados Unidos acordaron la rendición de las fuerzas japonesas en Corea, las tropas soviéticas ocupaban el norte del paralelo 38, mientras que las tropas de EE. UU. ocuparon Corea al sur de este paralelo. Esta decisión de los ejércitos aliados pronto se convertiría en la base para la división de Corea por parte de las  superpotencias, incrementando su incapacidad para llegar a un acuerdo para la independencia coreana. Los dos rivales de la Guerra Fría establecieron gobiernos afines a sus propias ideologías, conduciendo a la división actual de Corea en dos entidades políticas: Corea del Norte y Corea del Sur. El subsiguiente conflicto de la guerra de Corea afianzó esta división.
Corea del Norte, oficialmente la República Democrática Popular de Corea, es un Estado socialista de economía planificada miembro del NOAL y del G77. Corea del Sur, oficialmente la República de Corea, es un país capitalista, de economía de libre mercado y desarrollado miembro de la Organización para la Cooperación y el Desarrollo Económico (OCDE) y el G20.

## Prehistoria

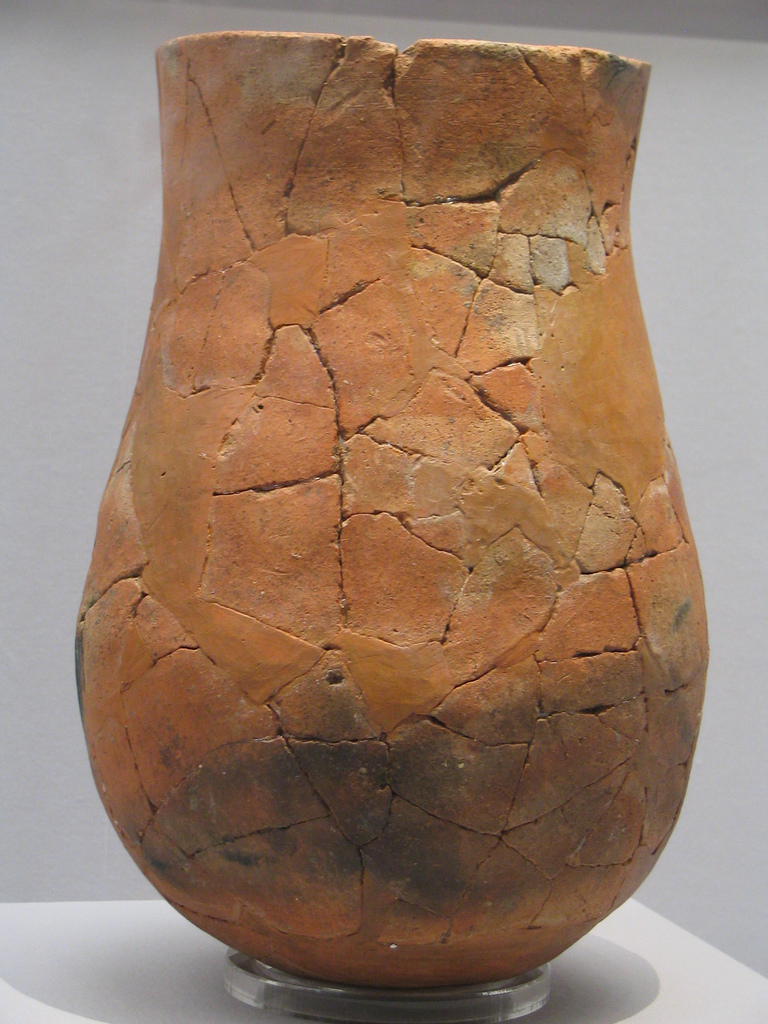
Jarrón globular de cuello alto con borde ligeramente abocinado

Aunque los conocimientos de esta etapa de la historia coreana son un poco inciertos, se han hecho recientes descubrimientos que revelan que en la extensión del territorio coreano hace aproximadamente 70 000 años existió presencia humana. Estas evidencias son herramientas prehistóricas, formas de vivienda rudimentarias y arte rupestre.

## Gojoseon

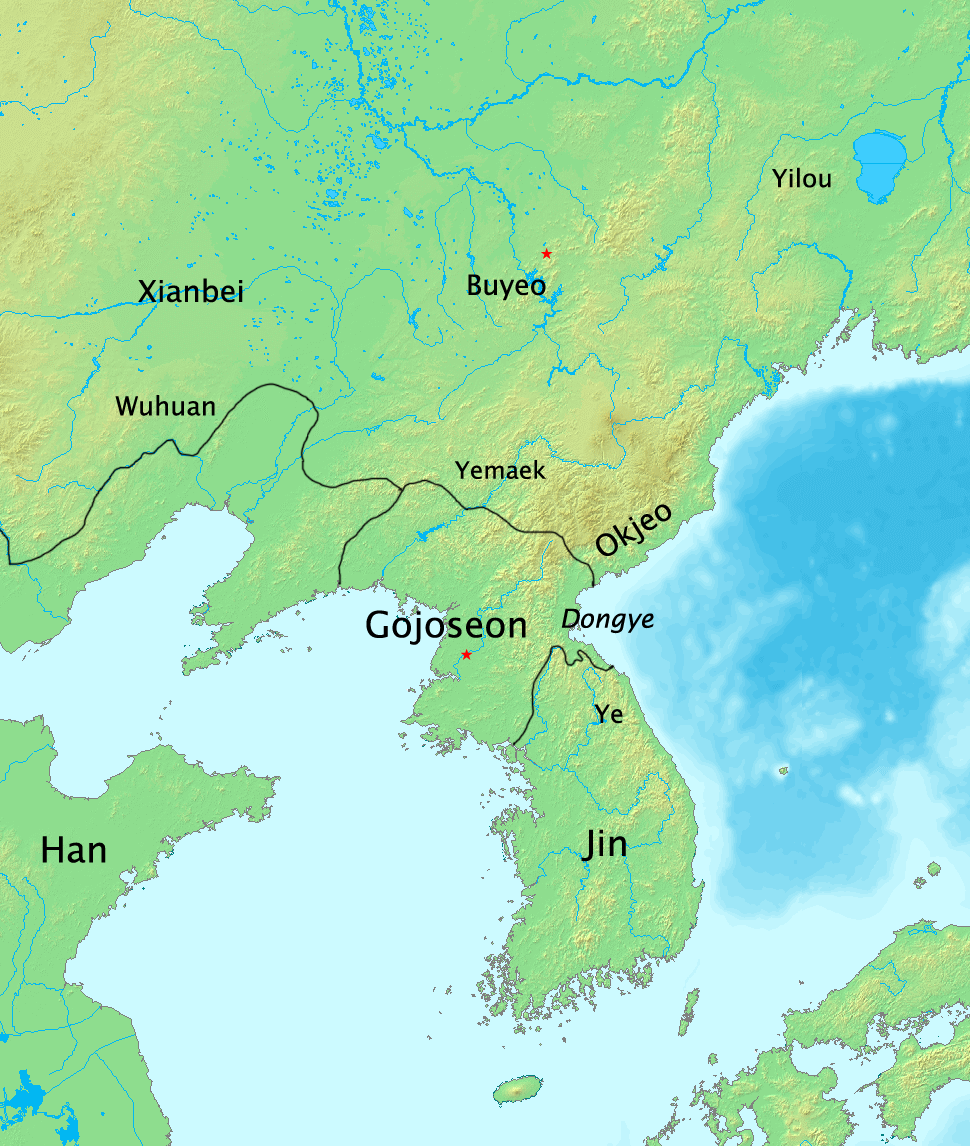
Corea en 108 a. C.

Los umbrales de la historia coreana suelen situarse en el año 2333 a. C., cuando el rey Dangun, una figura legendaria nacida del hijo del Cielo y una mujer perteneciente a una tribu cuyo símbolo totémico era el oso, fundó el primer reino, llamado Gojoseon, que literalmente significa «La Tierra de Calma Matutina». Pese a que los investigadores discrepan sobre la veracidad histórica del mito de Dangun, sabemos con seguridad que la antigua Corea se caracterizaba por la existencia de comunidades de clanes que se unían formando ciudades estado, las cuales surgían y desaparecían con el tiempo. Durante este periodo, los sistemas de comuna de la tribu fueron bien establecidos, y los jóvenes guerreros se vincularon a las artes marciales entrenándose para proteger a su comunidad. Luchar con las manos vacías incluía entrenarse en dalligi (correr), deonjyeo (tirar), peonching (dar puñetazos o golpear), chagi (dar patadas) y heeom (nadar).

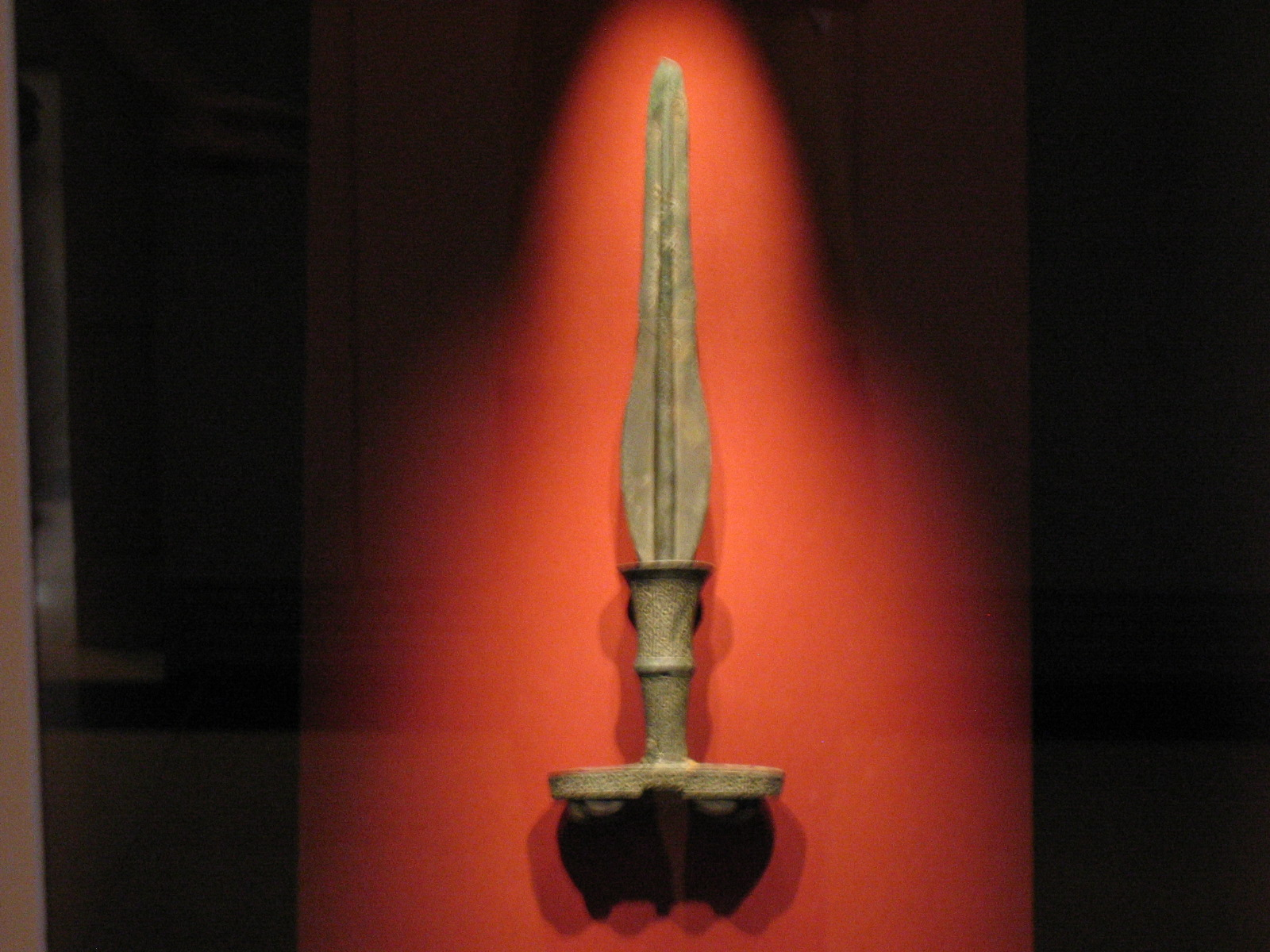
Espada de la Edad de Bronce en Corea. Seúl, Museo Nacional de Corea

La aparición del Gungdo (arco coreano) y la utilización del caballo cambiaron el estilo de vida de estas tribus: se comenzaron a realizar viajes a grandes distancias, surgieron frecuentes contactos con otras tribus, se establecieron alianzas, y se forzó la aparición de confederaciones. Los guerreros se entrenaron entonces en las artes marciales con más método y planificación. En la selección de los oficiales y altos cargos tenía una importancia decisiva su dominio de las artes de guerra.
El desarrollo de las habilidades de lucha a caballo era signo de luchador de clase alta. El guerrero de a pie practicaba la lucha de manos vacías y técnicas de armas, las cuales guardaba en su casa.
El ganador del combate  se convertía pues en soberano, y el perdedor en esclavo dominado. En aquellos tiempos la posición del soberano (rey) no se heredaba, sino que se otorgaba al guerrero más fuerte entre la confederación de tribus. De acuerdo con el Samguk Yusa (uno de los libros más eminentes de la historia de la antigua Corea), Dong Myung, el fundador del reino de Goguryeo, era un experto en el tiro con arco.

## La era de los Tres Reinos

Reinos de Corea

Durante el primer siglo a. C. aparecieron tres reinos en la península coreana y parte de lo que hoy se conoce como Manchuria:
- Goguryeo (37 a. C.-668 d. C.)
- Baekje (18 a. C.-660 d. C.)
- Silla (57 a. C.-935 d. C.)

### Goguryeo

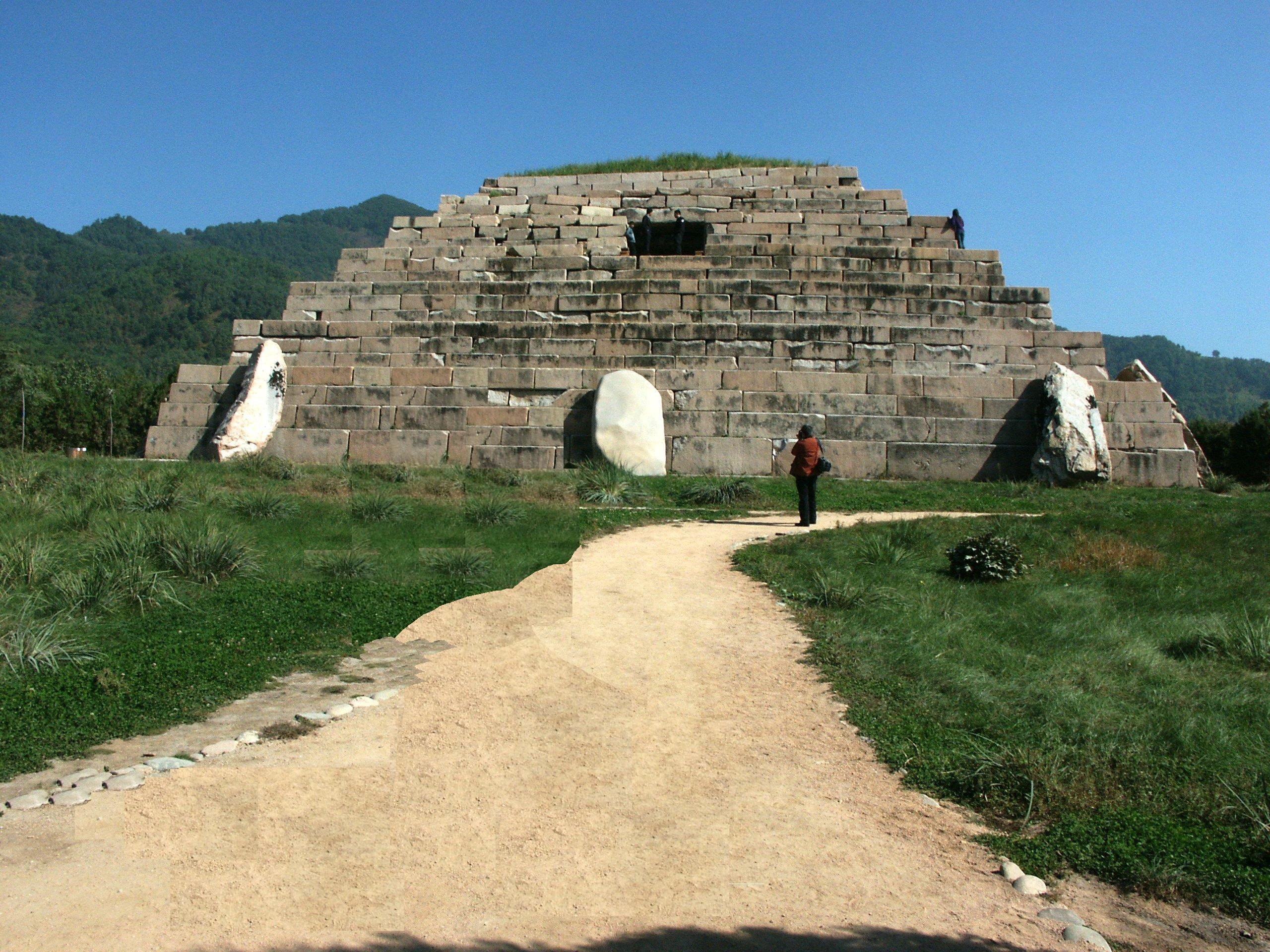
Una tumba real en Ji'an, Jilin construida por Goguryeo

El primer territorio organizado del que se tiene noticia es el reino de Goguryeo, el cual ocupó el territorio más grande de los Tres Reinos. Fundado en el año 37 a. C., Goguryeo prosperó sobre una vasta área abarcando la parte norte de la península coreana y centro y sur de Manchuria. Este reino expandió su territorio con feroces batallas contra los reinos chinos pero terminó como aliado de Silla y Tang en 668.
Allí se estableció el Pyung-dang (instituto de educación) para formar guerreros experimentados. A la gente joven de buena posición se le enseñaba yang-gung (tiro con arco), pensing (esgrima), seungma (hípica), dan kum sul (el arte de lanzar dagas), ji leu ki bub (puñetazos, golpes y patadas), soo young bub (natación y lucha en el agua), poong you bub (música, se incluía tocar el tambor y gong), soo ryub (caza y pesca), política y cultura general.

### Baekje

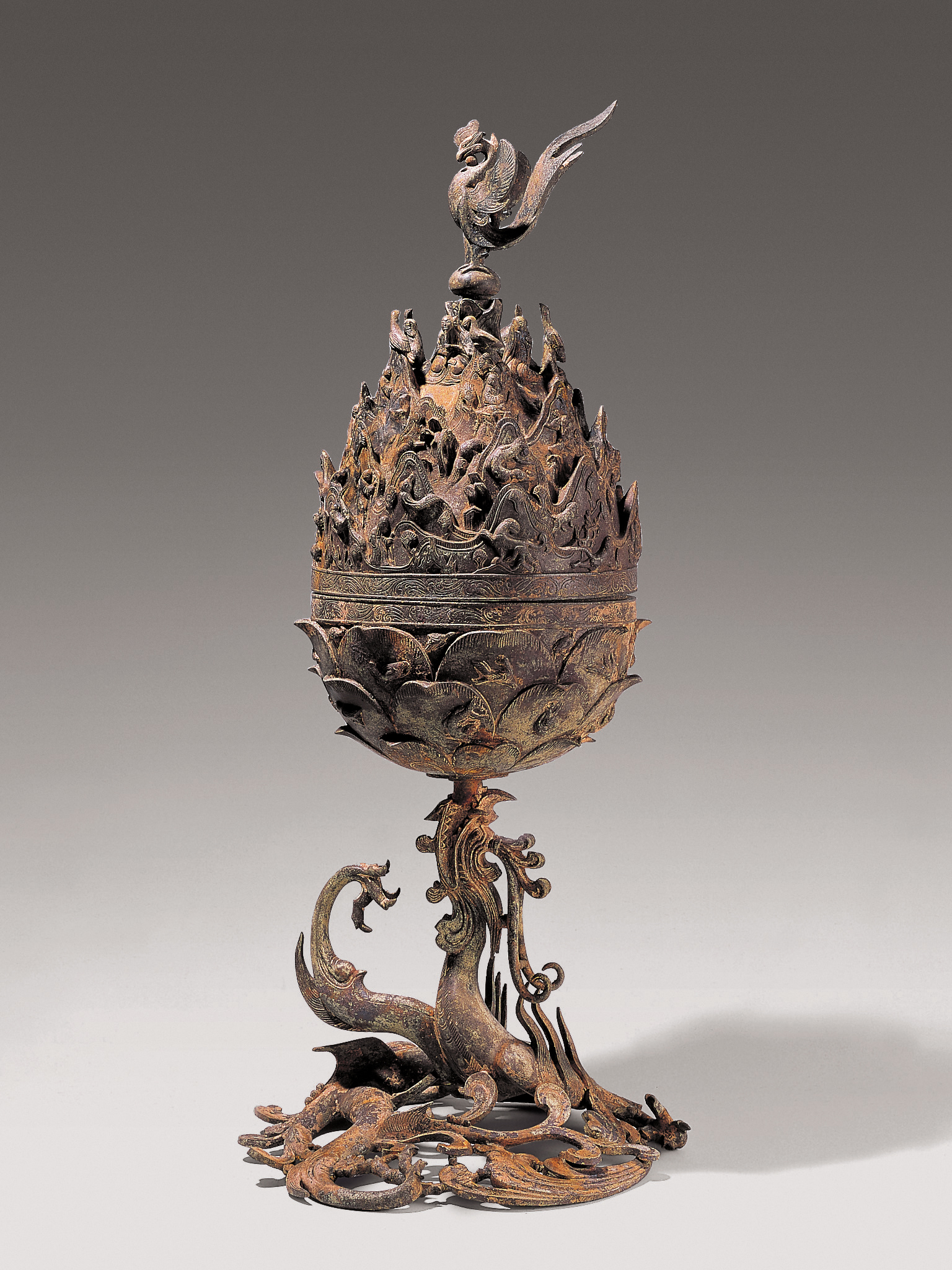
Quemador de incienso de bronce dorado de Baekje

Este reino fue fundado en la parte suroeste de la península coreana, cerca de la actual Seúl, al sur del río Han, por el rey Onjo, hijo del anterior rey de Goguryeo, en compañía de un grupo de refugiados de este país.
El pueblo de Baekje era mucho más pacífico que los feroces guerreros de Goguryeo, por lo que continuaron desplazándose hacia el sur para evitar las amenazas de sus rivales del norte. En el siglo IV, durante el reinado del Rey Geunchogo de Baekje, ya dominaban por completo toda la región suroeste de la península. Baekje era un estado firmemente establecido, próspero y civilizado que, a través del mar, mantenía una intensa actividad comercial con China.
En este reino las artes marciales se practicaban de generación en generación, y en el 320 d. C. el rey Bi-ryu ordenó construir un centro de entrenamiento para la zona este de la capital. Allí se instruían en ki sa, mok bong (lucha con vara de madera), kum sool bub, soo sool (lucha con las manos vacías), joong dai bub (defensa contra múltiples ataques), bool su (sutra budista) y ko jun (literatura clásica).

### Silla

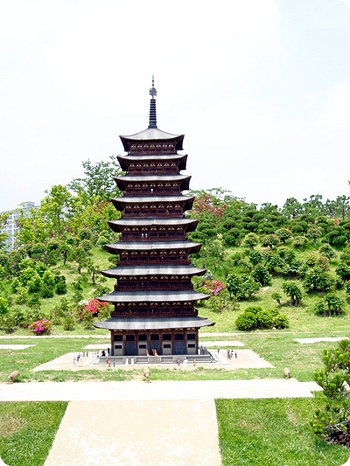
Réplica reducida de la famosa pagoda de 80 metros de altura en el templo de Hwangnyongsa que fue destruida por los mongoles

Al principio, Silla, que se encontraba geográficamente apartado de la influencia china, era el reino más débil y menos desarrollado de los tres. Fue el último en adoptar credos o ideas extranjeras. Su sociedad estaba claramente dividida en clases y desarrolló un poderío extraordinario explotando los recursos de su singular cuerpo de Hwarang (jóvenes soldados estrictamente entrenado para proteger el imperio) y de las enseñanzas budistas.
A mediados del siglo VI Silla había conseguido tener bajo su control todos los reinos vecinos de Gaya, un grupo de ciudades-estado fortificadas que, desde mediados del siglo I hasta mediados del siglo VI, se habían desarrollado en la región sureste.

## Silla unificada y Balhae

Sello real de Silla

Silla estableció una alianza militar con el Imperio Tang de China para someter a Goguryeo y Baekje. Pero China fue un aliado traicionero ya que más adelante reveló sus verdaderas intenciones de adueñarse de los territorios de Baekje y Goguryeo. A Silla no le quedó más remedio que declararles la guerra y en el año 676 d. C. expulsó a los chinos y formó el primer estado unificado. 
Aunque políticamente separados, los tres reinos estaban étnica y lingüísticamente relacionados. Estos tres reinos, a su vez, desarrollaron una sofisticada estructura política y jurídica, y adoptaron el confucionismo y la fe budista. Durante siglos, los conflictos continuaron aumentando entre ellos con varias alianzas alternativas de dos contra uno, contra China o con ésta contra los otros dos.
En Silla el colectivo de expertos más famoso en artes marciales fue Hwarangdo (grupo de jóvenes florecientes). Los líderes eran los hijos de los nobles guerreros. Al que lideraba el grupo se le llamaba Hwarang y a sus seguidores Nangdo. Viajaban a las escarpadas áreas montañosas y a los ríos y litorales marítimos para entrenar artes marciales. Se incluía en el entrenamiento el estudio de la literatura clásica así como danza y música.
El bi kak sool es otro nombre del taik kyun (técnicas de patadas), muy popular en el periodo de Silla. De acuerdo con el libro de historia Che Wang Un Ki, este arte enfatizaba las técnicas de patadas y se dividió en tres grados. El estudiante medio pegaba una patada a la pierna del oponente, los estudiantes avanzados a los hombros y los expertos Sang too por encima del pelo de la parte superior de la cabeza del oponente.
La victoria de Silla sobre China en el año 676 marcó un hito determinante en la historia coreana. Silla consiguió expulsar a los chinos de la península y unificó el territorio por primera vez. Seguidamente, los refugiados de Goguryeo repelieron a las fuerzas de Täng en Manchuria y al norte de la península, y establecieron el primer reino Balhae en el año 698. Este periodo se conoce con la denominación de Reinos del Norte y del Sur.

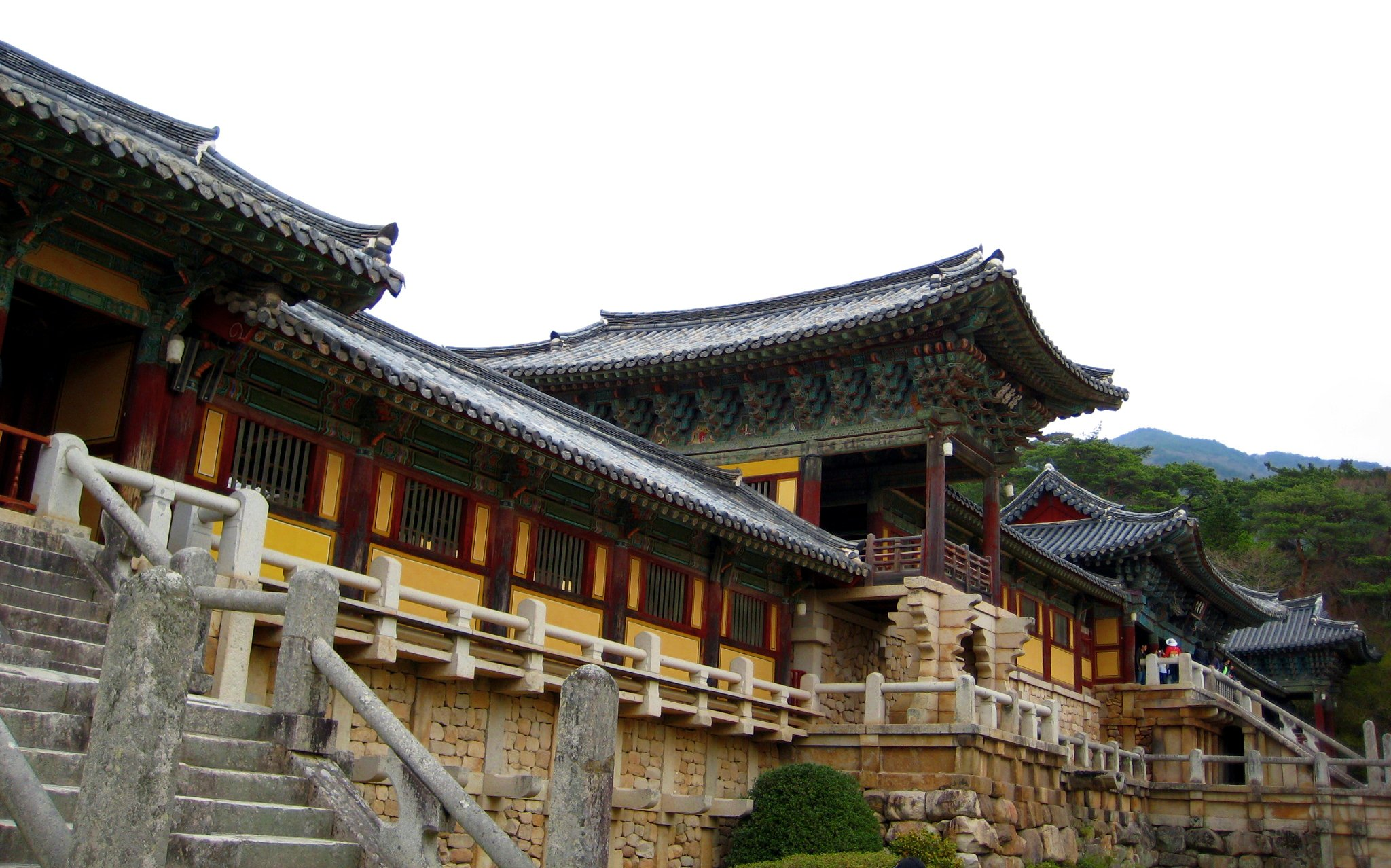
El Templo de Bulguksa, Patrimonio de la Humanidad de la Unesco

Después de la unificación de los reinos por Silla en el año 668, la popularidad de las artes marciales disminuyó gradualmente y el gobierno lo convirtió en un reino pro-civil-oficial.
Liberado de las preocupaciones de las luchas intestinas y de las invasiones extranjeras, originó la rápida eclosión del arte, la religión, el comercio, la educación y otros campos. La capital de Silla, en la actualidad Gyeongju, tenía una población superior a un millón de habitantes. Sus ciudades vivían con opulencia. El budismo floreció bajo la protección de la nobleza y la corte y ejerció una gran influencia en los asuntos del estado, la creación artística y moral.
Silla alcanzó el apogeo de su prosperidad y poderío a mediados del siglo VIII, aunque después entró en paulatina decadencia. Los enfrentamientos entre nobles se intensificaron, mientras que los líderes rebeldes reclamaban el derecho a la sucesión de los reinos derrotados, Goguryeo y Baekje.

### Balhae

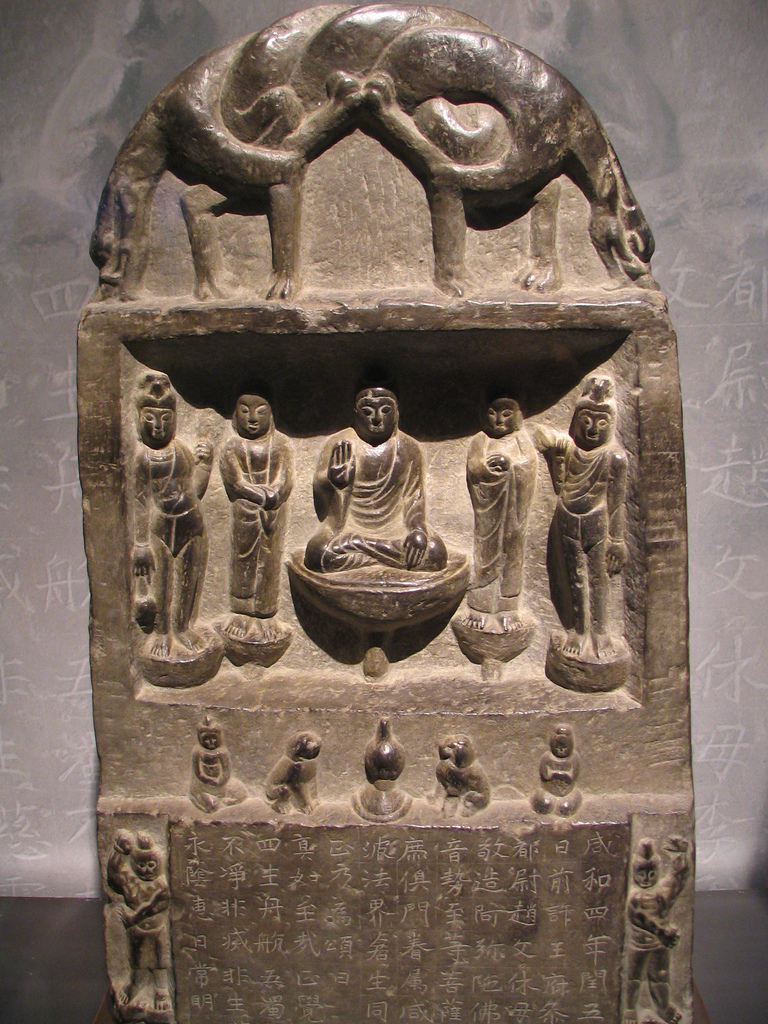
Estela de Balhae en el Museo Nacional de Corea

Go de Balhae, un veterano general Goguryeo, fundó Balhae al sur de Manchuria Central en una región perteneciente al antiguo reino. Balhae no solo contaba con los refugiados de Goguryeo sino también con una importante población de mongoles.
Balhae estableció un sistema de gobierno de cinco capitales regionales basado en la estructura administrativa Goguryeo. Logró erigir una avanzada cultura, cuya base era la cultura de Goguryeo, hasta el punto de que China lo llamara “el floreciente país del este”.
Durante el apogeo de su poderío, ocupó un vasto territorio que se extendía hasta el norte del río Amur y al oeste hasta Kaiyuan en Manchuria. No tardó en chocar con Silla y los Tang, aunque posteriormente inició una relación pacífica con China. También estableció vínculos diplomáticos con Japón.

## Dinastía Goryeo
En el año 918 los generales que eran descendientes de Goguryeo y Baekje derribaron el reino de Silla y nombraron al líder rebelde Wang Geon como primer rey del reino de Goryeo, del cual deriva el nombre de Corea. La capital era Song-ak, la actual Kaesong. Se anunciaron planes para recuperar el territorio perdido de Goguryeo en Manchuria, pero a lo largo de los cinco siglos de su existencia, Goryeo no llegaría a consumar todos sus sueños y ambiciones.
El rey Kwang-jong se percató de que si el jefe de guerra permanecía con todo su poder, su reino no duraría mucho. Como consecuencia de ello, instauró el sistema Kwa ku (examen del servicio civil nacional) para disminuir el poder y controlar al jefe de guerra. El rey requería que los hijos de los jefes de guerra estudiaran literatura clásica, historia y ciencias políticas, así como las artes marciales. Después de completar y pasar el examen de servicio civil podrían ser contratados por el rey. Para mantener doble control sobre el poderoso líder de la guerra en la ciudad más importante, el rey usaba la táctica de casar a las familias reales con las de los poderosos jefes guerreros. De esta forma, podía manipular al jefe de guerra local y central al mismo tiempo.
Existía un segundo grupo de soldados que eran profesionales. Estos se estacionaban a lo largo de las áreas de la frontera norte para defenderse de los manchúes y mongoles. Los que se colocaban en la costa sur se encargaban de la defensa contra los piratas japoneses. Recibían las órdenes de los oficiales civil-militares. La discriminación y, en ocasiones el mal trato, del rey y sus oficiales civiles-militares para con los profesionales, derivó en sublevaciones.
Durante el reinado de Goryeo, uno de los programas de entrenamiento más prestigioso incluía la práctica de técnicas de artes marciales a caballo. El entrenamiento de tiro con arco montado a caballo, la lucha con espada y lanza o jabalina, la danza y la caza a caballo fueron consideradas habilidades superiores, y las practicaban los guerreros de las clases altas y los oficiales civil-militares.
En lo que concernía a las técnicas de defensa personal individual, soo bak ki era la más popular. King Myung-jong (1174) fue uno de los reyes que más amó la práctica de soo bak ki. Mandó llevar a cabo concursos de este arte entre los guerreros de Joong-bang. Este grupo formó parte de la armada real. El ganador de los concursos recibía un puesto militar además de un premio.
Durante los últimos años de este reino, el país siguió seriamente agitado por los enfrentamientos entre letrados-funcionarios y guerreros, así como entre confucianos y budistas.
Es de reseñar que en el siglo X, la corte de Goryeo adoptó el sistema chino de exámenes, que reclutaba a los funcionarios por sus méritos académicos. Pero, mientras el funcionariado chino estaba abierto a todas las clases sociales, Corea reservó el empleo público a las familias de los altos dignatarios como ya habíamos indicado.
Goryeo adoptó el budismo como religión oficial y durante esta época se construyeron templos y grandes tallas de Buda, así como pinturas, pero nuevamente las luchas internas y el excesivo poder que los monjes habían conseguido hizo que el reino entrase en decadencia agravado por las incursiones mongolas. Además, los chinos de la dinastía Ming se habían establecido en el noreste de la península de Corea.

## Dinastía Joseon

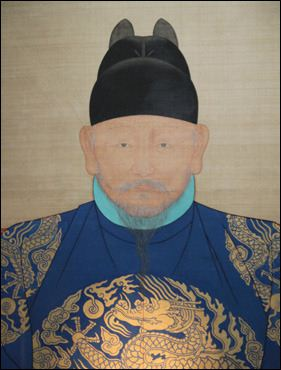
Retrato de Taejo de Joseon

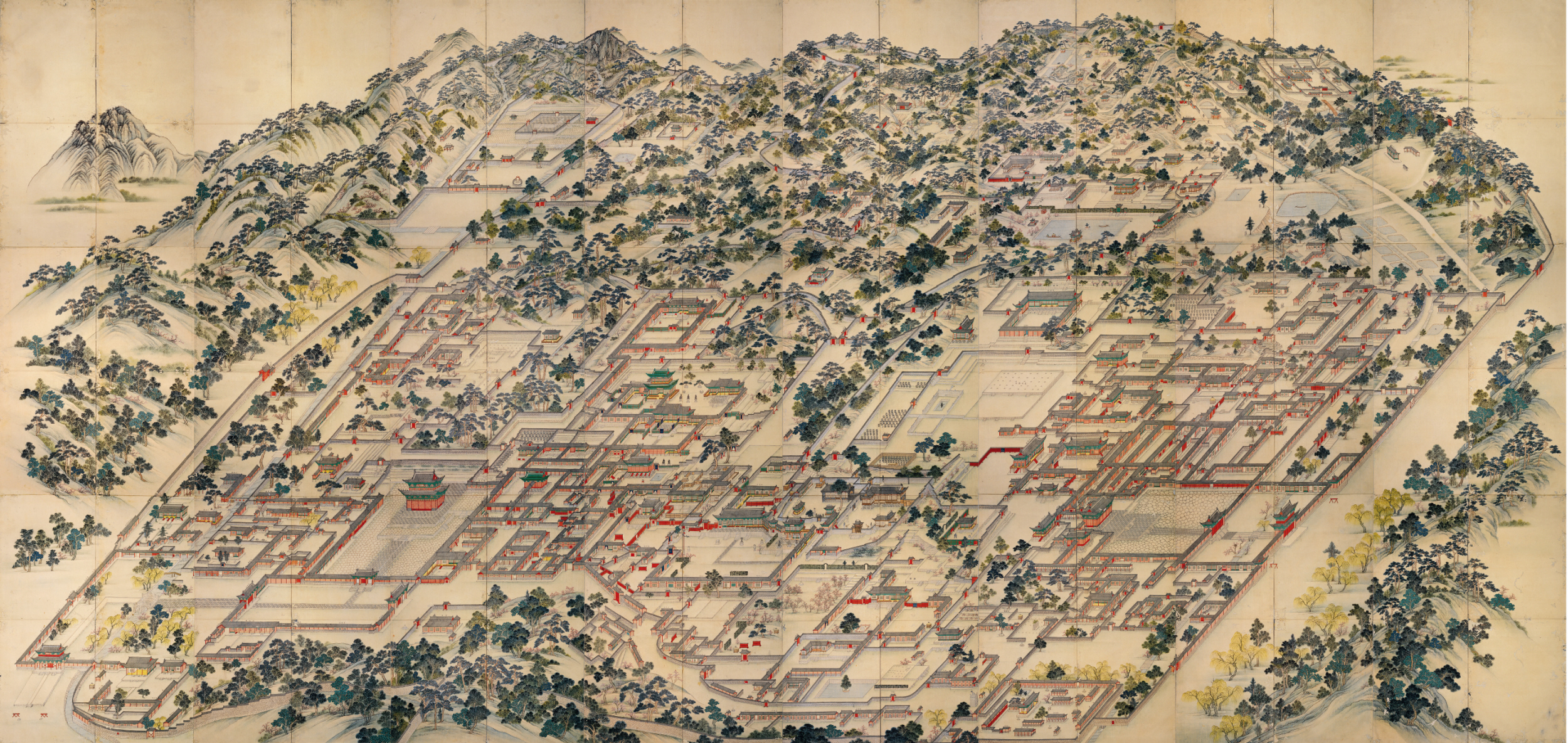
Donggwoldo

En el año 1394 el general Taejo de Joseon, un maestro tirador de élite en tiro con arco que había sido comandante en la frontera norte, invadió el reino de Koryo y estableció su propio reinado llamado Lee Joseon. El confucionismo se convirtió en una doctrina poderosa para reorganizar el estado y la sociedad, y para infundir una disciplina nueva a la vida intelectual del siglo XIV con el nacimiento de la dinastía Joseon.
El general Lee, dándose cuenta del peligro de la fuerza militar del futuro, adoptó los conceptos confucionistas de superioridad de los oficiales civiles sobre los militares, lealtad absoluta al rey de la nación, y reverencia al padre de familia.
Los primeros gobernantes reemplazaron el budismo por el confucionismo con objeto de contrarrestar la dominante influencia budista y apropiarse de las grandes riquezas acumuladas en los monasterios budistas durante el periodo de Koryo. En manos de la élite de la nueva dinastía, las teorías neoconfucianas sobre el estado y la sociedad proporcionaron la base ideológica para llevar a cabo extensas reformas. La ética y los valores confucianos llegaron a dominar la estructura y la conducta social durante siglos posteriores. Tuvo un prometedor comienzo y durante el reinado del cuarto monarca, el rey Sejong desarrolló el actual alfabeto coreano, conocido como Hangeul.
A finales del siglo XVI, Corea (Joseon) sufrió la primera invasión japonesa al negarse a servir de paso a los japoneses hacia China. Joseon fue invadida por los japoneses al mando de Toyotomi Hideyoshi. Esta guerra duró siete años y el reino quedó devastado. Numerosos coreanos fueron obligados a ir a trabajar a Japón ya que la guerra duró siete años. La derrota de Japón se forjó gracias a las victorias en el mar de Yi Sun Sin, empleando los míticos Kobukson, y al apoyo de los monjes budistas en tierra. El general (señor de la guerra) Toyotomi falleció durante esta campaña finalizando la guerra en 1598, dejando tras sí una Corea arrasada.
Desde principios del siglo XVII, una tendencia al estudio pragmático empezó a ganar terreno entre los funcionarios y doctores liberales como una forma para construir un estado moderno. Estos se preocupaban del desarrollo agrícola e industrial y de la distribución de la tierra. Sin embargo, el gobierno, formado por aristócratas conservadores no acogió sus propuestas.
A finales de la segunda mitad de la época Joseon, la administración del gobierno y las clases altas ejercieron una arbitrariedad tan violenta como persistente. Por este motivo, el rey Yongjo (1724-1776), adoptó una política de imparcialidad para combatir este problema y consiguió reforzar la autoridad real, asegurando estabilidad política. Su sucesor, el rey Chongjo (1776-1800) mantuvo la misma política de imparcialidad, creó una Biblioteca Real para almacenar los escritos y archivos reales e inició varias reformas políticas y culturales.
Esta época fue testigo del auge del shirak, o escuelas pragmáticas entre funcionarios eruditos y liberales. Destacados eruditos escribieron textos progresistas que recomendaban mejoras agrícolas e industriales, además de reformas drásticas en el reparto de tierras. Desdichadamente, la mayoría de las sugerencias fueron ignoradas.
En 1790, el rey ordenó al maestro Lee Duk-moo recopilar el Mooye Dobo Tongji (recopilación de las técnicas de las artes marciales coreanas). Las técnicas de jabalina (chang), el uso de la espada (kum) y el palo (bong sool), y las técnicas de manos y pies (Kwon bub), se recogieron en cuatro libros.
Durante el siglo XIX, Corea siguió siendo un “reino ermitaño” (eremita), firmemente opuesto a las demandas occidentales para establecer relaciones diplomáticas y comerciales. Esta negativa llevó a los Estados Unidos a realizar en 1871 una expedición militar en Corea, sin éxito. Corea mantuvo su alianza con China, que luchaba por la supervivencia contra la intromisión occidental. Tras la derrota de China en la primera guerra sino-japonesa, en 1895  el Tratado de Shimonoseki implicó el traspaso de la influencia China por la dominación de Japón, ya que las fuerzas japonesas habían tomado posiciones en la Península de Corea durante el curso de la guerra. En 1895, los japoneses participaron en el asesinato de la reina Myeongseong, que había buscado la ayuda de Rusia.

## Imperio de Corea
En 1897 el rey Gojong estableció el Imperio de Corea y se declaró emperador, buscando estar formalmente en pie de igualdad con los soberanos vecinos. Tras la derrota de Rusia en la guerra ruso-japonesa, en 1905, el Tratado de Eulsa estableció que Corea sería un protectorado de Japón. El Tratado Japón-Corea de 1907 estipuló que las políticas de Corea serían promulgadas y aplicadas bajo la guía del general residente japonés; y en 1910, a través del Tratado de anexión Japón-Corea, Japón logró la anexión de Corea, medida para la cual se había estado preparando durante un período prolongado. Se extinguió entonces la Dinastía Joseon.

## Movimiento para la independencia de Corea

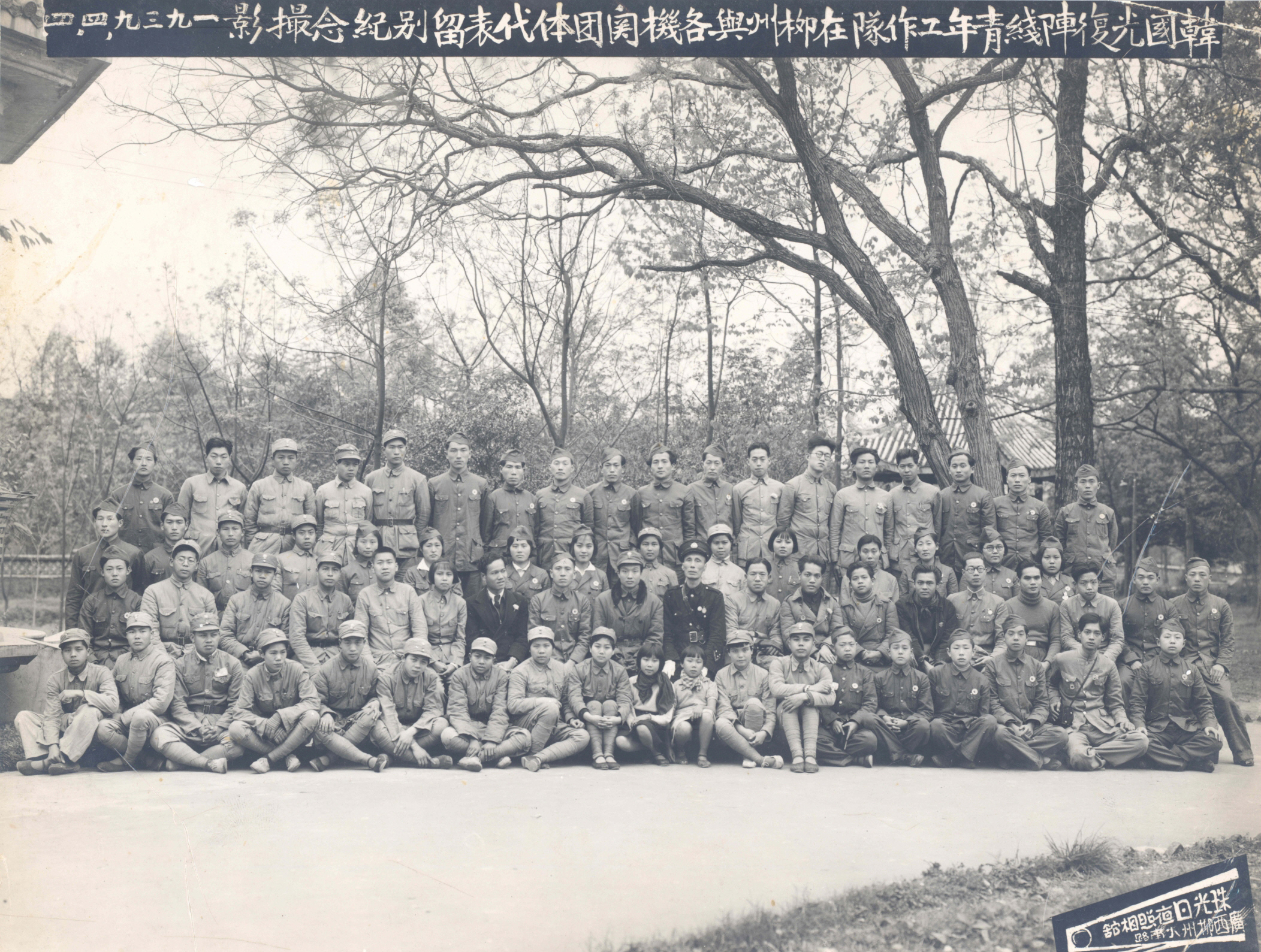
Ejército de Liberación de Corea

El gobernador general japonés en Seúl estaba principalmente interesado en la explotación económica del país. De ahí que promoviese la emigración de agricultores y pescadores japoneses a Corea mediante la entrega gratuita de tierras o su venta a precio simbólico.
El gobierno colonial japonés exportó grandes cantidades de arroz de la producción coreana mientras que los coreanos sufrían un serio déficit alimentario. Al tiempo que los japoneses prosperaban a costa de los recursos coreanos, el nivel de vida de Corea sufría un deterioro drástico. Como resultado, cientos de miles de campesinos coreanos abandonaron sus granjas y emigraron a Manchuria o Japón, sólo para encontrarse allí con una vida más fácil.
La autoridad colonial japonesa fomentó el “niponismo” entre los coreanos. Los intelectuales coreanos se enfrentaron a la política oficial de asimilación japonesa. Hicieron valer sus diferencias y lucharon por distanciarse culturalmente de sus colonizadores. En 1919, los coreanos iniciaron una serie de protestas a escala nacional que habría de costar miles de vidas. Este movimiento independentista no tuvo éxito, pero proporcionó a los coreanos firmes vínculos de identidad y patriotismo que condujeron a establecer un Gobierno Provisional en Shanghái y a organizar la lucha armada contra el colonialismo japonés en Manchuria.
Los coreanos recibieron con gran alivio y satisfacción la derrota japonesa al final de la Segunda Guerra Mundial. Sin embargo, su alegría habría de ser breve. La liberación no trajo la independencia por la que tanto habían luchado los coreanos, sino el comienzo de los conflictos ideológicos en un país dividido. Los principales activistas por la independencia de Corea fueron el filósofo e historiador Shin Chae-ho, el guerrillero Kim Hyŏng-jik de la Asociación Nacional de Corea, el nacionalista Kim Koo y el revolucionario Kim Il-sung.

## Guerra de Corea

Fases de la guerra de Corea en 1950, 1951 y 1953. En rojo se muestra el territorio ocupado por los comunistas, y en verde el ocupado por Corea del Sur y sus aliados.

Después de la Segunda Guerra Mundial, Corea fue ocupada por la Unión Soviética en el norte, y por los Estados Unidos en el sur. Las negociaciones se tambalearon. Las elecciones que iban a decidir el futuro político de toda Corea se celebraron sólo en el sur. El nuevo gobierno declaró su independencia y los del norte hicieron lo mismo. Estaba montado el escenario para la guerra de Corea.
El norte quedó al mando de Kim Il-sung y en el Sur las primeras elecciones se celebraron el 10 de mayo de 1948, donde gracias al apoyo de la mayoría de miembros de la Asamblea Nacional (180 votos de 196 posibles), Syngman Rhee fue elegido primer presidente de la República de Corea.

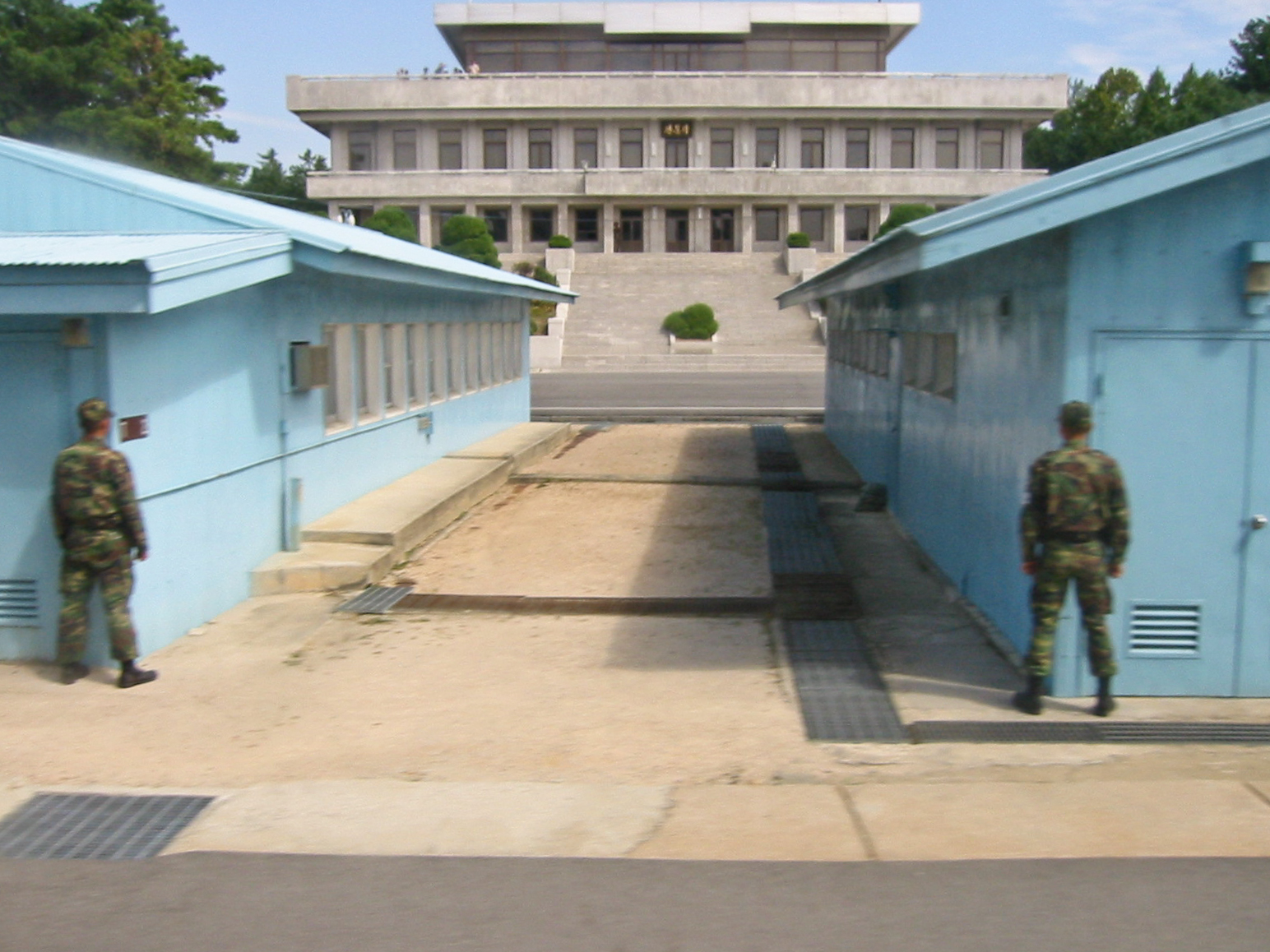
Panmunjeom, frontera entre el Sur y el Norte de Corea en la Zona Desmilitarizada.

El 25 de junio de 1950 se inicia la guerra que duró tres años. Al final de la guerra el país estaba en ruinas. Seúl era una pila de escombros y millones de personas carecían de hogar.
Liderada por Estados Unidos, una coalición de 16 miembros emprendió la primera acción colectiva bajo el comando de la ONU. Las oscilantes líneas de batalla infligieron un alto número de bajas civiles e inmensa destrucción. Con la entrada de la República Popular de China en nombre de Corea del Norte en 1951, la paralización se estableció cerca hasta la línea original de demarcación. 
Las negociaciones del armisticio, iniciadas en julio de 1951, concluyeron finalmente el 27 de ese mes de 1953 en Panmunjeom, en la actual zona desmilitarizada (ZDM). El acuerdo armisticio fue firmado por el ejército norcoreano, voluntarios populares chinos y los Estados Unidos y la República de Corea apoyados por el Comando de las Naciones Unidas. No se ha firmado un tratado de paz hasta ahora.

## Corea Moderna (desde 1953)
Comenzando con Syngman Rhee, una serie de gobiernos autocráticos tomaron el poder en Corea del Sur con el apoyo y la influencia estadounidenses.
Con el golpe de Estado del general Park Chung-hee en 1961, comenzó una política económica proteccionista, empujando a una burguesía que se desarrolló a la sombra del Estado para reactivar el mercado interno. Para promover el desarrollo, se aplicó una política de industrialización por sustitución de importaciones, cerrando la entrada al país de todo tipo de productos extranjeros, excepto materias primas. Tampoco recurrieron a la inversión extranjera. Se llevó a cabo una reforma agraria con expropiación sin compensación de las grandes propiedades japonesas. El general Park nacionalizó el sistema financiero para engrosar el poderoso brazo estatal, cuya intervención en la economía fue a través de planes quinquenales.
La punta de lanza fueron los chaeboles, esos conglomerados familiares diversificados como Hyundai, Samsung y LG Corporation, que recibieron incentivos estatales como exenciones fiscales, legalidad para su sistema de hiperexplotación y financiamiento barato o gratuito: el banco estatal facilitó la planificación de préstamos concentrados por ítem de acuerdo con cada plan quinquenal y por grupo económico seleccionado para dirigirlo. Hasta 1961, Corea del Sur recibió una donación de 3100 millones de dólares de los Estados Unidos, una cifra muy alta para la época, un privilegio por estar en la frontera más caliente de la Guerra Fría. Esta política de apoyo económico y militar extranjero continuó durante décadas.
Muchos de los que eran la fuerza laboral de la economía surcoreana que trabajaban en condiciones cercanas a la esclavitud en los años cincuenta y sesenta, llegaron a la vejez en la miseria, ya que solo en los años ochenta se creó un régimen de jubilación. Tanta hiperproducción y explotación generó la tasa más alta de suicidios en el mundo desarrollado (28.1 por 100,000 habitantes). En 1980, la semana laboral fue la más larga del mundo.
El país finalmente hizo la transición para convertirse en una democracia orientada al mercado en 1987, en gran parte debido a la demanda popular de reforma, y su economía creció rápidamente y se convirtió en una economía desarrollada en la década de 2000.
Debido a la influencia soviética, Corea del Norte estableció un gobierno comunista con una sucesión hereditaria de liderazgo, con vínculos con China y la Unión Soviética. Kim Il-sung se convirtió en el líder supremo hasta su muerte en 1994, después de lo cual su hijo, Kim Jong-il, tomó el poder. El hijo de Kim Jong-il, Kim Jong-un, es el líder actual, que toma el poder después de la muerte de su padre en 2011. Después de la disolución de la Unión Soviética en 1991, la economía de Corea del Norte tomó un camino de fuerte declive, y actualmente está fuertemente  dependiente de la ayuda alimentaria internacional y el comercio con China.

## Tabla cronológica mundial
| Cronología | Corea | China                                                                                                 | Japón                                                                                               | Occidente |
| ---------- | --- | --- | --------------------------------------------------------------------------------------------------- | --- |
| a. C.      | | Edad del Bronce                                                                                       | Período Jōmon                                                                                       | Alta Mesopotamia. Reinos de Egipto                                                                              |
| 2000       | | Dinastía Shang (1766-1122). Dinastía Zhou (1122-256)                                                  | | |
| 1000       | Edad del Bronce. Antigua Joseon                                                                                        | Primaveras y Otoños                                                                                   | | Fundación de Roma (753)                                                                                         |
| 500        | Edad del Hierro. Buyeo                                                                                                 | Reinos Combatientes (475-221). Dinastía Qin (221-206). Dinastía del antiguo Han (206 a. C.- d. C. 9)  | Edad del Bronce. Período Yayoi                                                                      | Sócrates (469-399). Alejandro Magno (356-323). Primera guerra púnica (264-241). Segunda guerra púnica (219-201) |
| 200        | Confederación de reinos de Samhan. (Tres estados Han)                                                                  | | | |
| 100        | Tres Reinos: Silla (57 a. C. - d.D. 935). Goguryeo (37 a. C. - d. C. 668). Baekje(18 a. C. - d. C. 660). Gaya (42-562) | | | Nacimiento de Cristo                                                                                            |
| d. C. 200  | | Dinastía Han posterior (26-221). Tres Reinos (220-280)                                                | Edad del Hierro                                                                                     | |
| 300        | | Dinastía Jin (265-420)                                                                                | Período Kofun                                                                                       | Adopción del cristianismo como religión oficial del imperio romano (392). División del imperio romano (395)     |
| 400        | | Dinastías Meridionales y Septentrionales (420-581)                                                    | | Establecimiento de anglosajones en Gran Bretaña (449)                                                           |
| 500        | | | Período Asuka (552-645)                                                                             | Mahoma (570-632)                                                                                                |
| 600        | Reino de Silla unificada (676-935). Reino de Balhae (698-926)                                                          | Dinastía Sui (581-618). Dinastía Tang (618-906)                                                       | Período Nara (645-794)                                                                              | Hégira (622) y comienzo de la era islámica.                                                                     |
| 700        | | | Período Heian (794-1185)                                                                            | |
| 800        | | | | Coronación sagrada de Carlomagno como emperador romano (800)                                                    |
| 900        | Dinastía Goryeo (918-1392)                                                                                             | Cinco Dinastías (906-960). Dinastía Song (960-1279)                                                   | | |
| 1000       | | | | Primera cruzada (1096-1099)                                                                                     |
| 1100       | | Dinastía Yuan (1279-1368)                                                                             | Período Kamakura (1185-1392)                                                                        | |
| 1200       | | Dinastía Ming (1368-1644)                                                                             | Dinastía Ming (1368-1644)                                                                           | Carta Magna (1215). Marco Polo (1254-1324)                                                                      |
| 1300       | Dinastía Joseon (1392-1910)                                                                                            | | Período Muromachi. (Ashikaga) (1392-1568)                                                           | Guerra de los Cien Años (1338-1453)                                                                             |
| 1400       | | | | La imprenta de Gutenberg (1492). Descubrimiento de América (1492)                                               |
| 1500       | | | Período Azuchi-Momoyama (1568-1615)                                                                 | Reforma de la iglesia de Martín Lutero[ (1517)                                                                  |
| 1600       | | Dinastía Qing (1644-1911)                                                                             | Shogunato Tokugawa (1615-1867)                                                                      | Guerra de los Treinta Años (1618-1648)                                                                          |
| 1700       | | | | Independencia de los Estados Unidos (1776). Revolución francesa (1789-1793)                                     |
| 1800       | Imperio de Corea (1897-1910)                                                                                           | | Período Meiji (1868-1912)                                                                           | Guerra civil de Estados Unidos (1861-1865)                                                                      |
| 1900       | Ocupación japonesa de Corea (1910). Establecimiento de la República de Corea (1948). Guerra de Corea (1950-1953)       | Establecimiento de la República de China (1912). Establecimiento de la República Popular China (1949) | Período Taishō (1912-1926). Período Showa (1926-1988). Período Heisei (1989-2019) Era Reiwa (2019-) | Primera Guerra Mundial (1914-1918). Segunda Guerra Mundial (1939-1945)                                          |